# نادي العقيق
نادي العقيق، نادي كرة قدم سعودي من الأندية الخاصة في ينبع النخل في منطقة المدينة المنورة، تأسس في عام 1985م, شارك لأول مرة في موسم 2024-2025 في مصاف اندية دوري الدرجة الرابعة السعودي لكرة القدم.